# جيروم كوفي
جيروم كوفي (بالإنجليزية: Jerome Coffee)‏ مواليد 16 مارس 1958 في ناشفيل، الولايات المتحدة، هو ملاكم محترف أمريكي يصنف ضمن فئة وزن الديك بدأ مسيرته الاحترافية سنة 1980. حقق الميدالية البرونزية في دورة الألعاب الأمريكية 1979.

## إحصائيات
خاض خلال مسيرته 49 نزالا، فاز في 35 وتعادل في 1 وخسر في 13. فاز بالضربة القاضية في 19 نزالا.

## الميداليات
| الميدالية | المسابقة                    |
| --------- | --------------------------- |
| برونزية   | دورة الألعاب الأمريكية 1979 |

## روابط خارجية
- جيروم كوفي على موقع بوكس ريك (الإنجليزية) (registration required)